# London College of Music

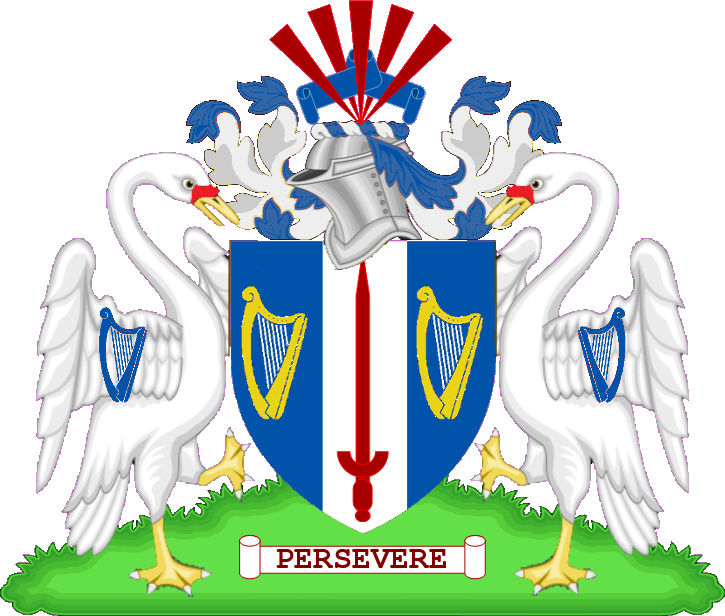
Stemma del London College of Music con il motto "Persevere".

Il London College of Music (LCM) è un conservatorio di Londra attivo dal 1887, attualmente affiliato alla University of West London.

## Storia

### Fondazione
Il LCM fu fondato il 10 marzo 1887 dal compositore e organista britannico George Augustus Holmes al 54 di Great Marlborough Street, nel quartiere Soho di Londra, con lo scopo di "migliorare gli standard musicali del Regno Unito".

### Sviluppi
Originariamente costituito come Board of Examination, una commissione indipendente per la valutazione e la certificazione delle competenze musicali, già nei suoi primi anni il LCM ampliò tale attività con l'istituzione di un Educational Department, la direzione del quale fu affidata nel 1892 al compositore britannico Alfred Caldicott.

### L'annessione alla London West University
Rimase un conservatorio indipendente con sede nel cuore di Londra fino al 1991, quando venne annesso alla University of West London nel quartiere di Ealing.
Tra i vari direttori che il London College of Music ha avuto, vi sono i noti compositori britannici William Lloyd Webber e John McCabe.
Il dipartimento di esami esterni, il London College of Music Examinations (LCM Examinations), ha numerose sedi sparse per il mondo: in Europa, Asia, Africa, America del Sud e America del Nord.
La scuola insegna tutti gli aspetti della musica classica, della musica jazz e della tecnologia musicale, e dispone di 25 studi di registrazione.